# Stamping Ground (Kentucky)
Pour les articles homonymes, voir Stamping Ground.
Stamping Ground est une ville américaine située dans le comté de Scott, dans le Kentucky. Selon le recensement de 2020, sa population est de 780 habitants.